# Sjøsanden
58°1′12.526″N 7°26′56.666″Ø / 58.02014611°N 7.44907389°Ø
Sjøsanden er en sandstrand og badestrand som ligger i Mandal  i Agder fylke i Norge. Den har meget finkornet sand og er ca. 800 meter lang. Sjøsanden er en af mange strande som ligger nærmest efter hinanden i Sjøsandenskogen/Furulunden. Mandal er Norges sydligste by og er en populær turistby. Omtrent midt på Sjøsanden står en fyrlygte som i daglig tale kaldes «Bestemor».